# Morungaba
Morungaba is een gemeente in de Braziliaanse deelstaat São Paulo. De gemeente telt 13.305 inwoners (schatting 2009).

## Geboren in Morungaba
- Carlos Renato Frederico, "Renato" (1957), voetballer
- Gabriel Menino (2000), voetballer